# BioShock 2
BioShock 2 è un videogioco del genere sparatutto in prima persona, sviluppato da 2K Marin, sequel di BioShock e secondo capitolo dell'omonima serie. Inizialmente previsto contemporaneamente per PlayStation 3, Microsoft Windows e Xbox 360 nell'autunno del 2009, l'uscita è stata poi rimandata al 9 febbraio 2010. Successivamente Feral Interactive ha sviluppato e distribuito la versione per macOS. Il 16 settembre 2016 è uscita la remastered Bioshock: The Collection con modelli poligonali, sistema di illuminazione migliorato e texture in alta risoluzione, contenente i tre capitoli della saga e tutti i relativi DLC, per PlayStation 4, Xbox One e Steam. Il 29 maggio 2020 arriva la versione per Nintendo Switch. La storia prende luogo otto anni dopo la fine del primo capitolo.

## Trama
(Eleanor Lamb al soggetto Delta)
BioShock 2 prende le mosse dal finale "buono" del suo predecessore, in cui le Sorelline vengono condotte da Jack in salvo sulla superficie.

### Rapture, 1958
Prima della caduta di Rapture, nel 1958, un antiquato modello di Big Daddy, chiamato Soggetto Delta, era impegnato nello scortare la propria Sorellina, Eleanor Lamb. Ma, all'improvviso, la madre della bambina, l'affermata psichiatra Sofia Lamb ne interrompe la missione. Tramite un plasmide in grado di ipnotizzare la vittima, spinge Delta a spararsi sul posto.

### Adonis Luxury Resort
Contro ogni ragionevole previsione, il Soggetto Delta si risveglia all'Adonis Luxury Resort dieci anni dopo il suo presunto suicidio. Essendo nel frattempo morto il fondatore di Rapture, la città è allo sbando, ma non del tutto morta; anzi, vi è una tumultuosa corsa agli armamenti e alle ricombinazioni ancora più spietata, mancando le Sorelline e trovandosi, di conseguenza, sempre meno ADAM. I ricombinanti, senza ormai alcuna guida, ingaggiano fra loro una lotta senza quartiere e si afferma in questo contesto Sofia Lamb, psicologa nonché avversaria in politica di Andrew Ryan, del quale aborriva la concezione individuale per la propria affermazione nella società. A suo tempo, fu proprio Ryan a invitarla a Rapture, poiché molti dei suoi cittadini, stressati da isolamento e ricombinazioni continue, chiedevano un sostegno psicologico. Da qui, non ci volle molto prima che mezza città entrasse nell'agenda pazienti della dottoressa. Una volta guadagnato abbastanza potere, Sofia sostituì la visione sfrenatamente individualista del suo predecessore con una collettivista, incarnata nel culto della Famiglia di Rapture, progettando un piano di rinascita sociale e quindi attraendo a sé una massa sempre maggiore di ricombinanti.
Il primo impulso che Delta sente appena svegliatosi è quello di trovare la sua Sorellina, Eleanor Lamb. Questo perché gli appartenenti alla sua generazione di Big Daddy erano spinti alla protezione della propria Sorellina da un'induzione psicologica che gli faceva provare sentimenti realmente paterni verso i soggetti che proteggevano. Ma qualcosa di oscuro si annida a Rapture: un'agile e letale versione al femminile di un Big Daddy, la Big Sister, creata sulla base di una Sorellina ormai adolescente. Con la pubertà infatti, le Sorelline rigettano il parassita dell'ADAM, ma nelle loro vene scorrono ancora tracce dei plasmidi bellici che hanno assorbito durante l'infanzia. Il risultato è un nemico potente, corazzato ed estremamente aggressivo. Fortunatamente, Delta trova presto degli alleati nella sua ricerca, uno su tutti la dottoressa Brigid Tenenbaum. Dopo essere fuggita da Rapture con le Sorelline guarite nel primo capitolo della serie, è ora tornata dopo aver sentito di improvvise sparizioni di bambine e ragazze dalle spiagge di tutto il mondo. Qualcuno sta ricreando le Sorelline, o facendo qualcosa di peggio, e la Tenenbaum deve fermare tutto questo, in quanto eredità delle atrocità che lei stessa commise anni addietro (fu lei a creare le Sorelline) e da cui si vuole riscattare. Ovviamente, i sospetti ricadono sulla Lamb e la sua nuova misteriosa setta. E così dà appuntamento a Delta alla biglietteria della ferrovia Atlantic Express. Incredibilmente, ad aiutare Delta c'è anche la stessa Eleanor, ora cresciuta e apparentemente guarita dal parassita che la rendeva una Sorellina, che sfrutta la connessione neurale tra lei e il suo Big Daddy per parlargli e aiutarlo.

### Atlantic Express
Alla biglietteria di questa ferrovia in disuso, Delta e la Tenenbaum si incontrano. La dottoressa spiega di come la Lamb abbia preso tutta Rapture sotto l'abbraccio della sua cosiddetta "Famiglia" e di come stia tramando qualcosa di terribile, il cui scopo rimane però del tutto oscuro. Di qualsiasi cosa si tratti, Sofia Lamb tiene sua figlia Eleanor segregata in un palazzo alla Fontaine Futuristics, dall'altra parte della città. Vuole aiutare Delta, a patto che lui scongiuri i piani della Lamb, liberi le nuove Sorelline e dia pace all'inferno di Rapture una volta per tutte. Così lo invia al museo Ryan Amusements, da dove potrà prendere un treno che lo avvicinerà alla sua destinazione e per fargli conoscere Augustus Sinclair, un ex uomo d'affari di dubbia moralità che aveva investito molto nella ricerca sui plasmidi e, di fatto, inventore delle Camere della Vita, che ha deciso di appoggiare la causa della Tenenbaum.

### Ryan Amusements
Delta raggiunge questo museo interattivo che spiega la storia della creazione di Rapture e ne esalta il fondatore, solo per scoprire che ha bisogno di un particolare plasmide per sciogliere il ghiaccio che blocca il passaggio della ferrovia. Qui Sinclair gli spiega come potrà procacciarsi l'ADAM necessario ad acquistarlo, cioè uccidendo un altro Big Daddy e adottandone la Sorellina, che quindi drenerà dai cadaveri per lui (anche in BioShock 2 si pone la scelta se drenare l'ADAM dalle Sorelline uccidendole o prendere solo quello che hanno assorbito e curarle dal parassita che le infesta). Delta acquisisce il plasmide e ha uno scontro con una Big Sister. Usando il suo nuovo potere di incenerimento, prosegue verso Pauper's Drop.

### Pauper's Drop
Questa zona di locali è sotto il controllo di Grace Holloway, un'ex cantante che si era schierata contro Ryan nel periodo della guerra contro Fontaine e che quindi era stata mandata in rovina dal grande magnate. Da quel giorno, è diventata una devota seguace della "Famiglia" creata da Sofia Lamb, nella quale vede una vera e propria guida spirituale. Appena arrivato, Delta viene accolto da una schiera di cadaveri di Big Daddy e da un grande gruppo di ricombinanti intenti a pregare di fronte all'immagine di una farfalla (il simbolo della "Famiglia di Rapture"). A quanto pare, i Big Daddy non sono i benvenuti in questa zona, in quanto parte di quel meccanismo che schiavizzava le bambine. Sinclair aveva un albergo in questa zona, che ora è stato preso dalla Famiglia come quartier generale per Grace. Lì si trova una chiave magnetica che apre il passaggio per la ferrovia verso il Dionysus Park, la prossima tappa. La strada per Delta non è facile, i ricombinanti sono molti e agguerriti. Raggiunto l'ultimo piano del Sinclair Deluxe, l'hotel un tempo appartenente a Sinclair e ora diventato base della Holloway, Delta incontra la donna. Quest'ultima, protetta da uno spesso vetro, inizia a raccontare la sua storia: appena entrata nella Famiglia divenne subito una delle persone di fiducia della Lamb, la quale, quando Ryan iniziò a darle la caccia per le sue idee e il potere che stava acquisendo, le affidò sua figlia Eleanor mentre lei cercava un rifugio sicuro. Per un lungo periodo di tempo, Grace fu la tutrice di Eleanor, finché una notte non si svegliò e scoprì che la bambina era stata rapita. Uscita a cercarla disperata, Grace vide Eleanor, pallida, con gli occhi gialli e accanto al Soggetto Delta: era stata trasformata in una Sorellina. Grace cercò di riprenderla, ma Delta, seguendo il suo istinto di protezione, le fratturò la mandibola. Da allora, Grace è vissuta nel rimorso e nell'odio per i Big Daddy. Ma Sofia la perdonò e riuscì comunque a riavere sua figlia. Questo segnò ancora di più la devozione di Grace. Dopo aver raccontato la sua storia, la cantante porge a Delta la chiave magnetica della ferrovia e gli dice di ucciderla, finendo il lavoro che aveva iniziato anni prima (al giocatore la scelta se accontentarla o no). Ora Delta può procedere nella sua missione.

### Siren Alley
La tappa successiva nel viaggio di Delta è il Dionysus Park, ma mentre si trova nella carrozza dell'Atlantic Express che lo condurrà lì, la voce di un uomo si diffonde dagli altoparlanti. Si tratta di padre Simon Wales, il leader spirituale del culto della Famiglia. Tra i suoi deliri insensati, Wales continua a riferirsi a Eleanor come al "veicolo della salvezza" per i membri della Famiglia. E così, nell'intento di fermare Delta, gli invia contro un siluro, che causa il deragliamento della carrozza e lo costringe a proseguire a piedi attraverso Siren Alley, il quartiere a luci rosse di Rapture, ora quartier generale di Wales e del culto, i cui membri proteggono la valvola che permette di drenare il Dionysus Park, da molti anni completamente allagato.
Siren Alley è anche la casa di Daniel Wales, fratello di Simon e unico custode della chiave d'accesso al nascondiglio del culto. Daniel e Simon erano due grandi architetti e furono loro a progettare l'intera Rapture, ma mentre Simon, da sempre credente, iniziò ad aderire e a farsi leader dell'ideologia mistico-comunitaria della Famiglia di Rapture, Daniel rimase sempre scettico e passò gli anni a godersi la ricchezza che il suo lavoro gli aveva fruttato, tra alcol e donne. Delta va da lui, sperando che possa fornirgli la chiave per la pompa di drenaggio, ma Daniel, credendo che il Big Daddy sia stato mandato dal fratello per tentare di convertirlo, non cede e tenta di eliminarlo, costringendo Delta a ucciderlo. Raggiunto il macabro nascondiglio del culto, Delta dovrà fronteggiare padre Simon e i suoi accoliti. Sopravvissuto allo scontro, Delta avvia la sequenza di risucchio del Dionysus Park, ma la dottoressa Lamb, determinata ad arrestare l'avanzata del Big Daddy, sovraccarica il sistema idraulico, inondando tutta la zona. Delta, grazie al suo imponente scafandro protettivo riesce a sopravvivere e, camminando sul fondale marino, a raggiungere la destinazione.

### Dionysus Park
Questa zona, rimasta allagata per anni, un tempo era un centro nevralgico dell'attività della Famiglia. Qui Delta incontra Stanley Poole, un giornalista un tempo affiliato alla Famiglia. Stanley iniziò a scoprire segreti importanti sul misterioso culto e per questo divenne un soggetto scomodo da eliminare. Per proteggersi, si è barricato nel cubicolo che controlla la carrozza per la Fontaine Futuristics, la meta di Delta. Per passare, Delta dovrà fare un favore a Poole: sgomberare l'intera area dalle Sorelline. Sembra, infatti, che dall'ADAM drenato da un corpo si possa accedere anche ai ricordi della persona a cui lo si è sottratto. Le Sorelline di questa zona, infatti, sarebbero state inviate dalla Lamb per scoprire di quali segreti è a conoscenza Poole, per poi eliminarlo. Delta acconsente.
Nella sua opera di pulizia (che può essere condotta in maniera violenta o meno, a discrezione del giocatore), grazie alla telepatia di Eleanor, Delta scopre i segreti dell'ambiguo giornalista: quando Sofia Lamb scappò da Ryan, lasciò a Stanley le sue ricchezze e la gestione del Dionysus Park, ma quest'ultimo, certo che Ryan avrebbe ucciso la psicologa, sperperò tutto il denaro in piaceri personali. Quando, una notte, la piccola Eleanor lo affrontò, minacciando di raccontare tutto alla madre, lui la rapì e la consegnò agli orfanotrofi di Fontaine, dove venne trasformata in una Sorellina. Qualche tempo dopo, circolò la notizia che Sofia Lamb era viva e stava per tornare al comando della Famiglia. Terrorizzato, Stanley radunò al Dionysus Park tutti i testimoni del suo tradimento e li fece annegare allagando l'intera area. Inoltre, Delta scopre molte cose del suo passato: prima di diventare un Big Daddy era conosciuto col nome di Johnny dalla superficie, un coraggioso sommozzatore che aveva trovato Rapture durante le sue esplorazioni dei fondali marini. Ryan, nella sua paranoia, lo credette subito una spia dei governi di superficie e lo fece rapire, donandolo come cavia per il trattamento genetico che lo ha trasformato in ciò che è ora. Fu proprio Stanley Poole a rendere possibile tutto questo. Infine, si svela il ruolo che Eleanor ha nei folli piani della madre: come dall'ADAM si possono estrapolare i ricordi, si possono estrapolare anche le abilità e le singolari attitudini di chi l'aveva originariamente assimilato. Grazie all'evolversi della tecnologia, la Lamb avrebbe trapiantato le infinite conoscenze delle grandi menti che popolavano Rapture nella mente e nel corpo di sua figlia, trasformandola in una creatura superiore e salvifica, ma soprattutto priva dell'ego che rende gli uomini bestie; in poche parole, l'apoteosi vivente del suo concetto di comunitarismo. Per questo delle bambine venivano rapite dalla superficie per creare nuove Sorelline: bisognava raccogliere altro ADAM da tutti i corpi presenti a Rapture.
Sgomberata l'area dalle Sorelline, Poole sblocca l'uscita a Delta (il giocatore può scegliere se vendicarsi e ucciderlo o lasciar perdere). Così, finalmente riesce a raggiungere la Fontaine Futuristics.

### Fontaine Futuristics
Questo è il luogo dove venivano creati i Big Daddy e i plasmidi, nonché l'ubicazione dell'accesso al nascondiglio della Lamb e di Eleanor. Dalle registrazioni lasciate, si può scoprire che la Lamb era a conoscenza di Jack, protagonista del precedente capitolo e figlio di Frank Fontaine. L'esperimento speciale a cui era stato sottoposto Jack per privarlo del libero arbitrio, programmato per obbedire a ogni comando, lo riteneva un'ottima procedura da applicare a Eleanor come passo successivo per il suo futuro nel guidare Rapture. Appena arrivato, Delta viene accolto dalla voce febbricitante dell'inventore dei Big Daddy: Gilbert Alexander non che responsabile di avere reso Delta un Big Daddy. Fu Gilbert Alexander a rendere poi Eleanor, una Sorellina per poi darla a Delta, tutta via egli non sapeva della vera identità di Eleanor, fino a quando non fù troppo tardi, mostrandosi rimorso per avere praticato su di lei vari esperimenti. In questo messaggio preregistrato, avverte l'avventore di come la pazzia lo stia lentamente possedendo e lo potrebbe spingere a una violenza estrema. Infatti, una volta entrato, trova degli automi controllati dallo stesso Gil, che ora si fa chiamare Alex il Grande, nell'atto di terrorizzare e massacrare i ricombinanti della zona nel più completo delirio. Di contro, le registrazioni lasciate lì dallo scienziato prima della follia spiegano a Delta come sopravvivere, sottraendo il controllo della tecnologia locale allo stesso Alexander. Un'ultima richiesta viene lasciata dall'uomo in procinto di impazzire a chi lo stesse ascoltando: ucciderlo e porre fine a tutto. Raggiunta una sala sotterranea, Delta si trova di fronte a un'enorme cisterna trasparente piena di liquido, al cui interno si muove una creatura misteriosa. Quella creatura è proprio Alexander. La Lamb fece di quest'uomo la prima cavia dell'esperimento a cui ora vuole sottoporre sua figlia. Tramite l'innesto di ADAM, fornì a Gil una conoscenza pressoché illimitata e, annullando la sua individualità, riuscì a sopprimere il suo ego, creando un genio dedito unicamente al bene comune: il primo vero utopista. Sfortunatamente, le cose andarono male: il corpo di Alexander iniziò a rigettare il trattamento, conducendo la sua mente alla follia e la sua forma fisica alla deformazione, divenendo infine una creatura mostruosa senza più nulla di umano. Lamb considerò l'esperimento fallito, abbandonando a se stesso Gilbert Alexander, ma tramite esso ha potuto rifinire il progetto per sua figlia. Le registrazioni di Alexander spiegano come uccidere se stesso: Delta dovrà attirarlo fuori dal suo nascondiglio utilizzando delle piante trattate con l'ADAM, per poi finirlo. Questo è anche l'unico modo per arrivare alla chiave che Alexander possedeva e che è l'unica in grado di condurre Delta al nascondiglio della Lamb.
Durante la ricerca di queste piante, Delta si scontra con alcuni modelli di Big Daddy della Serie Alfa (la stessa a cui appartiene egli stesso). Questi Big Daddy sono impazziti dopo che le loro Sorelline gli furono sottratte. L'impossibilità di appagare il legame naturale con le loro protette li ha portati alla degenerazione e al collasso, e la stessa cosa succederà presto a Delta se non trova Eleanor. Una volta ottenute le piante, Delta prende la chiave e dovrà decidere se dare o no la morte all'abominevole creatura. Con quella chiave Delta potrà accedere a Persephone, il carcere di Rapture.

### Persephone
Ora Delta è nel quartier generale della Famiglia e dovrà scontrarsi con i suoi più fedeli seguaci per raggiungere Eleanor. Qui scopre anche perché proprio Eleanor dovrà essere soggetta al trattamento per creare l'utopista perfetto: il DNA di tutte le precedenti cavie è collassato sotto il peso dell'immensa ricombinazione, ma Eleanor, il cui corpo è mutato dal parassita dell'ADAM che l'ha resa una Sorellina, ha un DNA con una permeabilità genetica estrema. Lei potrà assorbire la conoscenza di Rapture senza subire danni e diventare veramente la figlia del popolo. Eleanor è già stata sottoposta a vari esperimenti genetici, mentre Delta era in coma e che le hanno conferito alcuni poteri e ampliato moltissimo la sua capacità di apprendimento. L'esperimento finale, tutta via, su di lei non è ancora avvenuto. Guidato da Sinclair, Delta riesce a raggiungere la cella in cui è rinchiusa Eleanor. Il Big Daddy riesce a penetrare nella cella dove la giovane ragazza riposa e ci trova una sorpresa: Sofia Lamb. La Lamb sembra turbata. Spiega a Delta di come tutti i suoi piani stiano andando in fumo. Da quando Delta si è risvegliato e ha cominciato la sua spasmodica ricerca della sua ex Sorellina, anche in Eleanor si è risvegliato qualcosa. Da figlia ubbidiente è diventata una ragazza indipendente, continuamente impegnata ad aiutare un mostro che considera un padre. Ha addirittura scoperto di come sia stata proprio Eleanor a far "resuscitare" Delta. Nei dieci anni che sono passati da quando ha visto Delta spararsi sotto gli ordini di sua madre, Eleanor con le sue nuove e potenti faccoltà ha studiato la scienza dei plasmidi e delle Camere della Vita, ricostruendo letteralmente l'organismo di Delta e donandogli di nuovo la vita. Eleanor non è più adatta a essere la figlia del popolo: ha sviluppato un ego. Ma Delta deve sparire e visto che il suo organismo è collegato mentalmente alla vita della ragazza, l'unico modo che Sofia ha di eliminarlo è uccidere sua figlia. Delta è terrorizzato, ma non riesce a fermare la folle psicologa dal soffocare la povera ragazza. Delta ha un attacco di cuore.
Delta si risveglia legato in una cella. Eleanor lo contatta mentalmente. Il piano della madre era di fermare il suo cuore abbastanza a lungo da stroncare il Big Daddy, per poi rianimarla. Delta è vivo, ma il suo organismo è allo stremo. Una Sorellina lo raggiunge e gli inietta un composto di plasmidi datole da Eleanor. Grazie a quel composto, Delta potrà prendere mentalmente il controllo della Sorellina e spostarsi lungo i padiglioni del Persephone attraverso i condotti. In questo stato, Delta vede il mondo come lo vedono le bambine, ovvero come un mondo lussuoso e fatato, pulito e stupendo, in cui i cadaveri sono bellissimi angeli addormentati. In questa forma, riesce a introdursi in un magazzino e a recuperare per Eleanor una corazza da Big Sister. Gliela porta e la ragazza la indossa. Ora ha la forza necessaria a far fuggire entrambi da Rapture e vivere una vita normale in superficie. Libera la mente di Delta dal corpo della Sorellina e lo aiuta a scappare. Ringrazia il Big Daddy chiamandolo "padre" e gli dice di come le sue azioni l'abbiano influenzata e cambiata per sempre (da questo fatto cambierà il corso della storia a seconda della condotta che il giocatore ha fatto tenere al protagonista durante il gioco), ma Sofia interviene. Distrutta dal tradimento della figlia, che vedeva come il frutto del lavoro di una vita e realizzazione dei suoi sogni di eguaglianza, decide di porre fine a tutto. Dei membri della Famiglia hanno minato le fondamenta del Persephone, che si trova su una fossa oceanica. Presto l'intera struttura e tutti i suoi abitanti, compresa Sofia, sprofonderanno. Non c'è più tempo, e Delta ed Eleanor procedono verso l'Interno del Persephone per prendere una delle batisfere e fuggire da Rapture.

### Interno del Persephone
Insieme raggiungono la batisfera di Sinclair, che però sembra essere sparito. Nel frattempo, i seguaci della Lamb hanno bloccato l'accesso ai mezzi di superficie. Solo un apposito codice può annullare l'ordine, un codice custodito da un nuovo Big Daddy che si rivela essere proprio Sinclair, nel frattempo catturato e mutato dalla Lamb. Con i suoi ultimi sprazzi di coscienza, Sinclair supplica Delta di finirlo e lui è obbligato ad assecondarlo, visto che è l'unico modo per fuggire dalla città prima dell'esplosione. Ma c'è ancora un altro problema: i membri della Famiglia hanno sabotato anche lo scafo della batisfera. Ora rischia di non essere in grado di sopportare la pressione abbastanza da partire. Eleanor potrebbe usare i plasmidi per far evaporare parte dell'acqua e donare allo stesso tempo spinta al veicolo, ma le serve più potere. La soluzione sono le Sorelline.
Questa parte della trama cambierà a seconda delle azioni compiute durante il resto del gioco. Se Delta si sarà dimostrato compassionevole verso le Sorelline, avrà trasmesso tale benevolenza alla "figlia", che le libererà dai loro dormitori-prigione e si farà aiutare da loro, facendole contemporaneamente fuggire da Rapture. Se, invece, Delta le avrà per lo più prosciugate e uccise, così farà anche Eleanor, assorbendo il loro ADAM per potenziarsi.
La fuga è imminente e dopo un gigantesco scontro con le ultime forze della Lamb, Delta e sua figlia riusciranno ad accedere al corridoio delle batisfere. La Lamb è devastata da quello che è stato il fallimento di una vita e cerca di invitare sua figlia ad abbandonare il Big Daddy e partire con lei verso la superficie. Ma Eleanor non l'ascolta e prosegue, finendo però nell'ultima trappola di sua madre: il corridoio è minato di esplosivi. Eleanor e (eventualmente) le Sorelline con lei riescono a smaterializzarsi in tempo, ma Delta, che non ha questo potere, viene investito dall'esplosione e ferito mortalmente.

#### Finali
- Finale buono: vi si accede se si sono salvate tutte le Sorelline e se si è deciso di risparmiare almeno una delle persone cui la vita dipende dal giocatore (Grace, Poole e Alexander). Delta, con le sue ultime forze, nuota attraverso l'oceano e i detriti e riesce ad aggrapparsi alla batisfera in uscita da Persephone, ormai destinata a sprofondare nella fossa oceanica assieme alla Fontaine Futuristics. All'interno della batisfera ci sono Eleanor e Sofia Lamb. A causa dei danni allo scafo, l'interno della batisfera si è allagato e la Lamb sta affogando. Eleanor, sopravvissuta grazie alla sua corazza, la raggiunge e le porge un respiratore, salvandole la vita. La batisfera emerge. Delta è ormai in fin di vita. Eleanor si china su di lui. Piange, lo ringrazia per ciò che è stato per lei, un padre, e un esempio di come l'amore e l'altruismo siano la vera utopia finale, un'utopia splendida in grado di superare qualsiasi difficoltà. Con l'ago della sua corazza, Eleanor aspira e assorbe l'ADAM dal corpo di Delta. In questo modo, i ricordi e l'anima di suo padre sopravvivranno dentro di lei (la visuale si sposta, infatti, da Delta a Eleanor) e che sa che Delta sarà sempre con lei e che la consiglierà in caso di bisogno. Speranzosa, guarda l'alba assieme alle Sorelline, pronta a vivere la sua nuova vita in superficie e a fare qualcosa di grande che porti avanti la memoria e gli insegnamenti di suo padre. Si intuisce che Eleanor incontrerà Brigid Tenenbaum.
- Finale cattivo: vi si accede se si è deciso di uccidere tutte le Sorelline o i personaggi secondari. Delta riesce comunque ad aggrapparsi alla batisfera in partenza. Solo che, in questo caso, Eleanor non aiuta sua madre e si vendica di lei, affogandola. Una volta raggiunta la superficie, Eleanor si china su Delta agonizzante e ne assorbe l'ADAM per avere più potere. Del resto, è questo che suo padre le ha sempre insegnato: egoismo, vendetta, violenza e desiderio di supremazia. E ora che ha assorbito cumulativamente tutto l'ADAM e il potere che Rapture poteva offrirle, nulla potrà fermarla dall'estendere l'abominevole lezione di Rapture sul resto del mondo esterno.
- Finale ambiguo: vi si accede se si è tenuta una condotta di mezzo. Eleanor uccide in ogni caso sua madre. Ma quando la batisfera emerge e lei si accinge ad assorbire l'ADAM da suo padre, esita. La sua condotta è stata così ambigua che non sa più cosa pensare, su di lui, sul mondo, sulla reale possibilità di fare qualcosa di buono. Sta al giocatore scegliere. In un caso, Eleanor assorbirà Delta e intraprenderà una vita di odio, violenza e conquista. Nell'altro, Delta fermerà sua figlia dall'assorbirlo. Questo sconvolgerà Eleanor, facendola sentire rifiutata e priva di uno scopo. Delta muore lentamente e la giovane ragazza rimane accanto a lui a piangere, ringraziandolo di averla liberata, ma sentendosi irrimediabilmente sola e dannata in un mondo alieno.

## Modalità di gioco

### Single-player
BioShock 2 presenta con il titolo predecessore analogie e differenze. Le meccaniche di gioco sono sostanzialmente simili a BioShock, ma non immutate: il protagonista di cui il giocatore vestirà i panni sarà stavolta un prototipo di Big Daddy (il cosiddetto Soggetto Delta), comportando quindi l'utilizzo di strumenti potenzialmente letali (la trivella, per esempio), ma anche lati negativi, quali la lentezza di movimento e la goffaggine, essendo la corazza del Soggetto Delta estremamente pesante. Il protagonista può equipaggiare e usare simultaneamente sia armi che plasmidi. Per aggirare le macchine, il giocatore svolgerà un minigioco di abilità in tempo reale, che consiste nel posizionare un ago oscillante nell'area verde o, ottenendo un bonus diverso a seconda del dispositivo, in quella blu; inoltre, l'utente non dovrà necessariamente accostarsi alle macchine per iniziare il processo, poiché dispone di un attrezzo lancia dardi di aggiramento a distanza.
Per quanto riguarda l'interazione con le Sorelline, dopo aver ucciso il loro Big Daddy, non potranno essere subito salvate, ma dovranno essere "adottate", accompagnandole alla ricerca di cadaveri contenenti l'ADAM e proteggendole, nel contempo, dai ricombinanti che tenteranno d'impadronirsene per ricavarne la preziosa sostanza.
In BioShock 2 verrà chiesto, in varie situazioni, di decidere il destino di diverse persone in cui il protagonista s'imbatterà: a seconda di come ci si comporterà con queste ultime e le Sorelline, decidendo di salvarle o prosciugarle, cambieranno i finali che possono essere 4 (8 con le varianti).

### Multiplayer
In questo secondo capitolo è presente la modalità multiplayer, dove il giocatore vestirà i panni di una cavia della "Sinclair Solutions" per la sperimentazione dei plasmidi, nel 1959 (è quindi un prequel degli eventi del gioco principale), durante la caduta di Rapture. Esistono varie modalità di gioco:
- Sopravvivenza (6-10 giocatori) - In questa modalità si combatte tutti contro tutti e ognuno combatte per sé;
- Guerra civile (6-10 giocatori) - I giocatori sono divisi a squadre e si affrontano senza quartiere;
- Cattura la Sorellina (6-10 giocatori) - I giocatori sono divisi a squadre che a turno devono catturare le Sorelline nemiche;
- Conquista (6-10 giocatori) - I giocatori sono divisi a squadre che a turno si contendono le varie zone di Rapture;
- Proteggi l'ADAM - Squadre (6-10 giocatori) - I giocatori sono divisi a squadre e si deve tenere la Sorellina sotto il proprio dominio il più al lungo possibile;
- Proteggi l'ADAM - Solitaria (4-6 giocatori) - Vedi sopra;
- L'ultimo ricombinante (6-10 giocatori) - Vedi spiegazione "Guerra civile", con la differenza che non esiste respawn e si combatte in più round;
- Uccidili con gentilezza (6-10 giocatori) - Scorrazza tra le mappe di Rapture utilizzando la tua mazza da golf contro gli altri concorrenti.

## Nemici

### Ricombinanti
- Ricombinante guerriero: il ricombinante più stupido e meno pericoloso, armato generalmente di una spranga di ferro.
- Ricombinante guerrigliero: essendo armato di pistola, mitragliatrice o fucile a pompa e avendo un'ottima mira, predilige il combattimento a lunga distanza.
- Ricombinante ragno: orribilmente deforme e dall'aspetto sfigurato, è armato di uncini ed è in grado di arrampicarsi sui muri e camminare appeso al soffitto.
- Ricombinante Houdini: è in grado di teletrasportarsi e di scagliare palle di fuoco contro il nemico. Nel DLC Minerva's Den sono capaci di lanciare cristalli di ghiaccio.
- Ricombinante bruto: versione più muscolosa del Ricombinante guerriero, in quanto preferisce attaccare corpo a corpo sferrando pugni o effettuando impetuose rincorse, ma è molto più forte e resistente. Attaccare il Ricombinante bruto dalla distanza non risulta, tuttavia, una buona tattica di combattimento, poiché può scagliare con violenza gli oggetti che lo circondano. A Persephone si trova la sua versione élite, che sarà leggermente più resistente. Nel DLC Minerva's Den si troverà il bruto infuocato, che sarà non solo più resistente, ma anche capace di scagliare gli oggetti da lui incendiati e colpire con pugni infuocati, in grado di arrecare più danni. Sarà facilmente riconoscibile dal colore delle sue braccia e gambe, che sono infuocate.

### Big Daddy
In questo capitolo vi sono nuove tipologie di Big Daddy, oltre a quelle già viste nel primo episodio.
- Buttafuori: il Big Daddy su cui si vedono maggiormente gli effetti delle modifiche genetiche, essendo gobbo, benché molto agile, e armato di un'enorme trivella. La sua versione più avanzata, il "Buttafuori d'élite", è dotata di una corazza più resistente e appariscente, oltre a una trivella modificata.
- Rosie: anche questa tipologia era già presente nel primo capitolo e, come nel caso di quella precedente, possiede anch'essa una versione "d'élite" potenziata. Indossa una tuta da palombaro ed è armato di un potente sparachiodi con cui, oltre a sparare, ripara le infrastrutture guaste di Rapture puntellandole.
- Sferragliatore: nuova tipologia di Big Daddy, meno tozza e più gracile di quelle precedentemente trattate, ma ancora piuttosto lenta e impacciata nei movimenti. Sferrando un pugno come solo attacco corpo a corpo, questo Big Daddy è armato prevalentemente per la lotta a medio-lungo raggio: è dotato di un lanciarazzi sulla spalla destra, con cui può stordire il giocatore sbattendolo a terra, e di minitorrette portatili che gli forniscono fuoco di copertura.
- Serie Alfa: il primo modello di Big Daddy, lo stesso a cui appartiene il protagonista. Furono un esperimento fallito dello scienziato Gilbert Alexander il quale, come cavie da laboratorio, si serviva dei prigionieri della colonia penale Persephone consegnatigli da Sinclair; essendo stati precedentemente testati per l'utilizzo di vari plasmidi, nella Serie Alfa permangono ancora gli effetti di alcuni di essi. Ogni Big Daddy di questa tipologia era stato creato per mezzo di un indissolubile legame psicofisico con un'unica Sorellina: tuttavia, essendo quest'ultima sottratta dalla Tenenbaum o uccisa dai ricombinanti nel corso delle varie raccolte, Alexander non tardò molto a scoprire che il condizionamento mentale era fin troppo efficace, dal momento che questi Big Daddy subentravano successivamente in coma o, ancor peggio, impazzivano del tutto, rimanendo un mostruoso e orribile ibrido. I rimanenti esemplari della Serie Alfa furono così utilizzati a scopi militari in operazioni suicide, essendo altrimenti completamente inutili. Per questo motivo, nelle ultime fasi di gioco se ne incontrano molti, non scortano alcuna Sorellina e sono sempre ostili nei confronti del giocatore, non richiedendo che quest'ultimo li provochi per poter attaccare. Il loro arsenale di armi è lo stesso di cui fa uso il Soggetto Delta e danno molto filo da torcere, in quanto sono rapidi nei movimenti e solitamente attaccano in gruppo assieme ai ricombinanti; in compenso non sono molto resistenti essendo, alla fin fine, solo dei prototipi.

#### DLC: Minerva's Den
- Lanciere: è il Big Daddy eliminato dal gioco principale e inserito nel DLC Minerva's Den. Meno mastodontico rispetto agli altri, possiede, però, una nuova, letale arma: il laser. Il Pensatore afferma che è il modello tecnologicamente più evoluto di tutti gli altri Big Daddy; può anche accecare temporaneamente l'avversario con un lampo di luce prodotto dallo sguardo, e può addirittura sconfiggere una letale Big Sister senza troppa fatica.

### Big Sister
Una via di mezzo fra un Big Daddy e una Sorellina, la Big Sister è il nemico più resistente e forte di tutto il gioco. Create servendosi di bambine ormai adolescenti e incapaci di svolgere il ruolo di Sorelline per la loro aggressività, le Big Sister si potranno incontrare dopo aver prosciugato o liberato l'ultima Sorellina di ogni livello. Esse hanno varie abilità plasmidiche, oltre che un'agilità di gran lunga superiore a quella del protagonista e si rivelano sempre molto difficili da uccidere. La Big Sister può, inoltre, ricaricare la propria energia attingendola dai ricombinanti con la siringa che porta sul braccio sinistro, ed è l'unico nemico del gioco che, una volta sconfitto, permette al giocatore di estrarre dell'ADAM dal suo corpo.

## Armi
BioShock 2 presenta diverse armi, alcune riprese dal capitolo precedente, altre completamente nuove.
- Trivella - È l'arma fondamentale per i combattimenti ravvicinati, e il protagonista ne è equipaggiato sin dall'inizio, poiché essa fa parte dell'armatura da Big Daddy. La trivella ha due modalità di attacco: il fendente (l'attacco corpo a corpo più potente) e la rotazione; successivamente, nel corso della storia, il giocatore sarà tenuto ad apprendere una nuova tecnica, lo scatto, che combina i due attacchi sopraccitati in una devastante carica capace di uccidere la maggior parte dei ricombinanti in un solo colpo. Durante la rotazione, la trivella consuma del carburante, potendo, quindi, anche esaurirsi.
- Sparachiodi - È l'arma a distanza di base, discretamente potente e precisa. Utilizza tre tipi di proiettili: i Rivetti, i Rivetti pesanti e i Rivetti trappola. In particolare, questi ultimi si piantano su qualsiasi superficie, e scattano non appena un nemico attraversa il loro raggio d'azione.
- Grimaldello elettronico - Non è una vera e propria arma, ma serve per aggirare le macchine a distanza. Si può equipaggiare con: Dardi d'aggiramento, Dardi automatici e  Minitorrette. Queste ultime sono delle mitragliatrici automatiche che scattano non appena avvistano un nemico.
- Mitragliatrice - Pur sentendosi molto il rinculo di quest'arma, funziona a dovere sia sulla corta che sulla lunga distanza e utilizza tre tipi di proiettili: le Munizioni normali, le Munizioni anti-uomo (utili contro i ricombinanti) e le Munizioni perforanti (utili contro Big Daddy e Big Sister).
- Fucile - È l'arma più potente a corto raggio, risultando, però, quasi inutile dalla distanza. Utilizza tre tipi di proiettili: i Pallettoni 00, i Pallettoni al fosforo (esplosivi) e i Pallettoni solidi. Un potenziamento permette: di applicare due tamburi laterali da tre cartucce ciascuno, di trasformarlo in un canne mozze, o applicare un generatore di elettricità che elettrizzerà i nemici.
- Telecamera - Come il grimaldello elettronico non è una vera arma, si usa soltanto per le ricerche sui nemici, a volte ottenendo, finite le ricerche, degli oggetti speciali, come dei tonici. A differenza del primo Bioshock, la telecamera non fa fotografie, ma riprende video in cui attaccando il soggetto ripreso con varie armi e plasmidi si acquisiscono più punti ricerca. Inoltre, non sono necessarie pellicole come "munizioni".
- Fiocina - È l'arma a distanza più potente ma, allo stesso tempo, lenta da ricaricare; i nemici più deboli o in fin di vita vengono letteralmente trafitti e inchiodati al muro. La fiocina utilizza tre tipi di arpioni, recuperabili anche dopo essere stati utilizzati: gli Arpioni normali, gli Arpioni trappola e gli Arpioni razzo; in particolare, questi ultimi si conficcano nel corpo della vittima per poi esplodere, trasformandola in una torcia umana o mandandola in mille pezzi.
- Lanciagranate - Arma spesso devastante, equipaggia granate, mine e razzi a ricerca automatica del bersaglio.

### DLC: Minerva's Den
- Laser - Arma ottenibile solo nel DLC Minerva's Den. Viene caricata a cartucce al plasma ed è considerata l'arma più forte di tutto il gioco.

## DLC

### Prove protettore
Questo DLC aggiunge al gioco in singolo giocatore la modalità 'Prove Protettore': si svolgono in sei diversi scenari, divisi in tre prove, e prevedono la protezione di una Sorellina dalle orde dei ricombinati mentre procede all'estrazione dell'ADAM da alcuni cadaveri. Ogni prova dovrà essere affrontata con diverse combinazioni di armi e plasmidi e il suo superamento porterà allo sblocco di diversi bonus, a seconda delle prestazioni tenute.

### Minerva's Den
Bioshock 2: Minerva's Den è incentrato sulla modalità in giocatore in singolo e permette di vivere le esperienze di un altro Protettore della Serie Alfa, il Soggetto Sigma. Egli, con l'aiuto della dottoressa Tenenbaum, deve infiltrarsi all'interno della struttura scientifica del Minerva's Den, in cui è conservato il Pensatore, un enorme e moderno calcolatore automatizzato gestito da un'I.A. che regola l'intera fornitura di servizi alla città di Rapture. Rispetto all'avventura principale del videogioco, questa si colloca un anno dopo, nel 1969.
All'interno del DLC è stata inserita una nuova arma (il laser), un nuovo plasmide (il pozzo di gravità) e un nuovo tipo di Big Daddy (il Lanciere).

## Doppiaggio
Di seguito sono riportati i doppiatori che hanno prestato la voce ai principali personaggi del videogioco:
| Personaggio                        | Doppiatore originale | Doppiatore italiano                                  |
| ---------------------------------- | -------------------- | ---------------------------------------------------- |
| Sofia Lamb                         | Fenella Woolgar      | Patrizia Scianca                                     |
| Augustus Sinclair                  | Doug Boyd            | Gianni Gaude                                         |
| Eleanor Lamb                       | Sarah Bolger         | Lorella De Luca                                      |
| Eleanor Lamb da bambina            | Sydney Unseth        | Serena Clerici                                       |
| Brigid Tenenbaum                   | Anne Bobby           | Stefania Patruno                                     |
| Padre Simon Wales                  | Richard Poe          | Pietro Ubaldi                                        |
| Daniel Wales                       | Graham Rowat         | Antonio Paiola                                       |
| Andrew Ryan                        | Armin Shimerman      | Diego Sabre                                          |
| Grace Holloway                     | Sheryl Lee Ralph     | Simona Biasetti                                      |
| Stanley Poole                      | Bill Lobley          | Gianni Quillico (1ª voce) Marco Balzarotti (2ª voce) |
| Gilbert Alexander / Alex il Grande | John Hillner         | Luca Sandri                                          |
| Sorelline                          | Jodelle Ferland      | Serena Clerici                                       |
| "Big Kate" O'Malley                | DB Cooper            | Simona Biasetti                                      |
| Rock Flanagan                      | Robert Pike Daniel   | Riccardo Rovatti                                     |
| Gideon Wyborn                      | Raymond Guth         | Gianni Quillico                                      |
| Frank Fontaine                     | Karl Hanover         | Oliviero Corbetta                                    |

Il doppiaggio italiano, come per il titolo precedente BioShock (2007), è stato realizzato dalla Synthesis International di Milano.

## Accoglienza
La rivista Play Generation lo classificò come il terzo migliore titolo sparatutto del 2010.